# Farrojí Sistaní
Abol-Hasán Alí ebn-e Yulugh Farrojí-e Sistaní (en grafía persa: ابوالحسن علی بن جولوغ فرخی سیستانی, conocido usualmente como Farrojí Sistaní o simplemente Farrojí) (fallecido en 1037). Poeta de la corte de los sultanes Gaznavíes en los siglos X y XI d. C., es una de las grandes figuras literarias del patrimonio clásico persa, englobado por los historiadores de la literatura en el estilo de Jorasán.
De ascendencia irania, Farrojí fue uno de los maestros panegiristas más destacados de la corte del Sultán Mahmud en Gazni, hoy Afganistán. 

## Biografía
Hijo al parecer de un sirviente del último emir saffarí de Sistán, se sabe poco a ciencia cierta de sus primeros años. El inicio de su carrera lo marca la composición, movido por la indigencia, de la casida conocida por su arranque Con una caravana cargada de ricos ropajes (en persa: با کاروان حله), ofrecida al visir As'ad Chaghaní. El primer dístico reza:

با کاروان حُلّه برفتم ز سیستان

با حلّهء تنیده ز دل، بافته ز جان
Con una caravana cargada de ricos ropajes abandoné Sistán.

Ropajes tejidos de corazón, entretejidos de vida.

La belleza del poema abrió las puertas de la corte al joven Alí ebn-e Yulugh. Al día siguiente, el emir se retiró a su finca de recreo, y el visir describió al poeta la disposición del lugar donde se marcaban los caballos, y ebn-e Yolugh compuso una nueva casida (El herradero, en persa داغگاه) basándose en las descripciones. El visir quedó tan impresionado que de inmediato llevó al poeta ante el emir, que bajo el efecto de la casida regaló al autor cuarenta potros y lo situó entre sus allegados.
Alí ebn-e Yulugh adoptó Farrojí como seudónimo, y con él sirvió en las cortes de las dinastías Saffarí, Chaghaní y Gaznaví, siendo esta última donde más se destacó. El sultán Mahmud de Gazni lo designó poeta mayor de su corte (ملک‌الشعراء "rey de poetas"). Tras el fallecimiento de Mahmud en 1030 d. C., Farrojí se empleó durante el resto de su carrera en la alabanza de su hijo, el sultán Masud.

## Obra
Se conservan unos 9.000 versos de Farrojí, considerado uno de los mejores compositores de casidas de la literatura persa. Las características de su estilo son sencillez, fluidez y delicadeza, por lo que se lo compara su dominio de la casida con el que despliega Saadí sobre el ghazal. Farrojí destaca por su cultivo de motivos eróticos y la expresión sutil de sentimientos amorosos. Destaca en la descripción de las virtudes de los cortesanos para los que trabajó, de la naturaleza, de los campos de batalla, etc. En sus panegíricos pueden observarse además muestras de humor, picardía e incluso sutil insolencia hacia los cortesanos. Además de casidas, la obra de Farrojí comprende también ghazales y otras formas poéticas persas: fragmentos qat'e, cuartetos robaí, tarkibband, taryiband, etc. 
Farrojí era también músico, cantante de buena voz y diestro intérprete de barbat.